# Затока Невельського
Затока Невельсько́го (рос. залив Невельского) — затока біля західного берега острова Сахаліну, з боку Татарської протоки Японського моря, акваторія Холмського і Невельського міських округів Сахалінської області Російської Федерації. Ширина біля входу близько 80 км; глибина до 100 м. Названа у 1854 році на честь російського дослідника Далекого Сходу адмірала Геннадія Невельського.
Впадають численні невеликі річки. Порти — Холмськ і Невельськ. Припливи півдобові (до 1 м). Паралельно берегу йде кам'яна гряда; прорізи в гряді місцями дають проходи з моря. Тільки в суворі зими затока вкривається тонким льодом у деяких бухтах, хоча температура сягає -20° С.